# Aldo Zeoli
Aldo Zeoli (Rosario, 3 de junio de 1916 - Córdoba, 19 de agosto de 2003) fue un militar e ingeniero argentino, que se desempeñó en la rama de la Fuerza Aérea, más específicamente en la astronáutica. Fue uno de los mayores promotores de la industria astronáutica argentina. Se lo recuerda, a mediados de los años 60 consiguió dos mayores logros mundiales en materia astronáutica: llevar vida al espacio con el Proyecto BIO (ratón Belisario en 1967 y el mono Juan en 1969), poniendo así a argentina como el cuarto país en conseguir ese objetivo: y realizar pruebas desde la Antártida argentina siendo el tercer país en lograrlo luego de Estados Unidos y la Unión Soviética.  

## Biografía
Aldo Zeoli nació en Rosario el 3 de junio de 1916. Luego de realizar sus estudios en su ciudad natal, ingresó a la Escuela Industrial de la Nación, de donde egresó con el título de electrotécnico. En 1939 se trasladó a la ciudad de Córdoba para estudiar en la Universidad Nacional de Córdoba, recibiéndose en la misma de ingeniero aeronáutico al cabo de cinco años. Después, entró al Instituto Aerotécnico, donde se desempeñó como calculista y proyectista. Su trabajo llamó la atención del brigadier mayor Juan Ignacio San Martín, quien le propuso incorporarse como oficial de la Fuerza Aérea Argentina ―arma independiente a partir del 4 de enero de 1945―. Una vez dentro, Zeoli fue enviado a Reino Unido para seguir instruyéndose en el Jet Power Laboratory de Lutteworth (en el municipio de Rugby). De regreso en la Argentina, Zeoli ingresó en el Cuartel General de Aeronáutica, en donde obtuvo el grado mayor, y fue designado jefe del Grupo Técnico de la Segunda Brigada Aérea, con asiento en Paraná (provincia de Entre Ríos). En ese destino alcanzó el grado de vicecomodoro, incorporándose al poco tiempo en la Fábrica Militar de Aviones, en Córdoba.
El 28 de enero de 1960, un decreto del Poder Ejecutivo creó la Comisión Nacional de Investigaciones Espaciales (CNIE), dependiente de la rama de la Fuerza Aérea Argentina, colocando al mando a un ingeniero llamado Teófilo Tabanera.

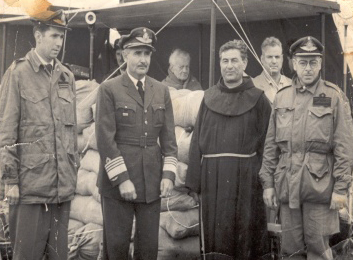
Día del exitoso e histórico lanzamiento del cohete Alfa Centauro el 2 de febrero de 1961. En la foto, de derecha a izquierda: el ingeniero aeronáutico comodoro Aldo Zeoli junto al sacerdote López y hombres de la Fuerza Aérea, en la Pampa de Achala.

En 1960, Zeoli fue nombrado jefe del departamento Vehículos Espaciales y Armamento, desde donde creó e impulsó el programa espacial de Aeronáutica. Para formar el Instituto Aerotécnico, en donde encabezó y dirigió un grupo de técnicos que se abocó al proyecto del primer cohete argentino, el Alfa Centauro, que fue lanzado al espacio el 2 de febrero de 1961. El cohete Alfa Centauro ―proyectado y construido por el equipo dirigido por el comodoro Zeoli― constaba de una sola etapa, tenía 2,70 metros de largo y 9,4 cm de diámetro, y pesaba 28 kg. Antes del despegue, el cohete recibió las bendiciones del sacerdote católico López y a poco del despegue, el presidente Arturo Frondizi (que seguía el proyecto con especial interés) fue informado por vía telefónica. Ese mismo año Zeoli viajó a los Estados Unidos, en donde pudo establecer convenios con la NASA.
Aldo Zeoli fue el creador de la Base de Lanzamiento de Chamical (La Rioja), en donde se realizaron cientos de lanzamientos. Siendo el director del Instituto Aeroespacial (1968), gestionó los históricos lanzamientos de los cohetes Orión, Canopus, Rigel y Castor.

### Hitos
Lanzamientos desde la Antártida

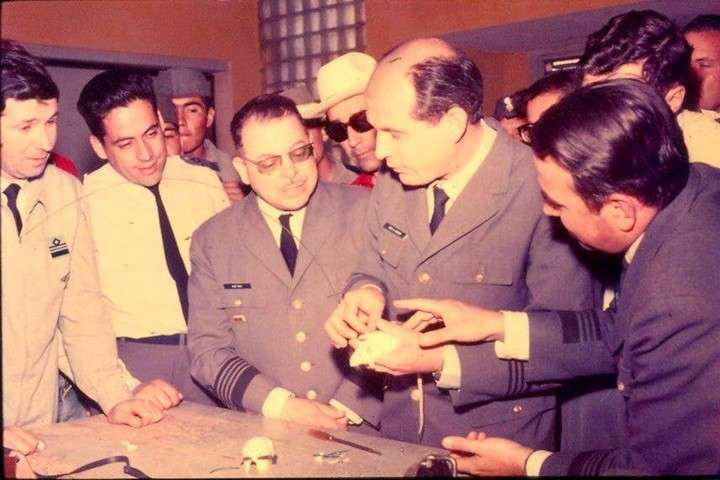
El comodoro Zeoli presenta a la prensa Belisario.

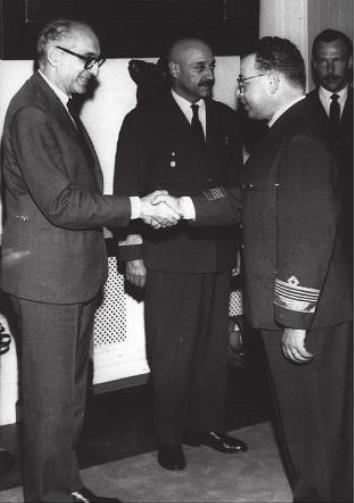
El presidente Arturo Frondizi felicita al comodoro Aldo Zeoli.

Durante una de las pruebas del cohete de dos etapas Gamma Centauro, en febrero de 1965, se realizó por primera vez el lanzamiento simultáneo de dos cohetes de esa familia, desde el Centro de Experimentación CELPA, y otros dos desde la Base Matienzo ―en la Antártida argentina―, también se probaron dos globos sonda ensamblados por la Universidad Nacional de Tucumán. Se alcanzó los 24 km de altura, con lo que la Argentina se convirtió en el tercer país después de la Unión Soviética y los Estados Unidos, en ejecutar pruebas en la Antártida.
Las experiencias resultantes sirvieron para analizar el vuelo y estudiar los rayos X en la atmósfera.
El ratón Belisario
Por medio del proyecto BIO, se dispuso enviar al espacio cohetes telemetrados con pequeños animales (ratas o monos) para recuperarlos con vida. Los científicos del ICTE emprendieron con éxito la tarea. Una camada de ratones de raza Wistar, fueron previamente seleccionados para el proyecto. Después de rigurosas pruebas y estudios fisiológicos, se escogió al ratón Belisario, para la misión. Fue colocado y sujetado dentro de una cápsula en el interior de la ojiva del cohete Orión II. El lanzamiento se produjo el 11 de abril de 1967, en la Escuela de Tropas Aerotransportadas (provincia de Córdoba). El vector se elevó y al minuto separó su carga útil, y segundos después, desplegó su paracaídas para comenzar a descender muy lentamente a Tierra. Los científicos comprobaron al instante que Belisario se encontraba con vida y en buen estado, aunque algo nervioso. Durante el vuelo perdió ocho gramos.
El mono Juan
Uno de los logros más grandes que obtuvo la Argentina en aquellos años se produjo el 23 de diciembre de 1969, cuando se envió al espacio al mono Juan, que ―a bordo de un cohete Canopus II alcanzó los 82 km con total éxito, siendo además, la cuarta nación ―solo detrás de los Estados Unidos, la Unión Soviética y Francia― en enviar un ser vivo al espacio y retornarlo sano y salvo. El programa se denominó Operación Navidad, y tuvo como artífice principal al comodoro Aldo Zeoli.